# Lumban Pasir (Tambangan)
Lumban Pasir is een bestuurslaag in het regentschap Mandailing Natal van de provincie Noord-Sumatra, Indonesië. Lumban Pasir telt 588 inwoners (volkstelling 2010).